# دهستان قلعه چنعان
دهستان قلعه چنعان، یکی از دهستان‌های بخش مرکزی شهرستان کارون در استان خوزستان ایران است. مرکز این دهستان، روستای العقدا است.

## جمعیت
بر پایه سرشماری عمومی نفوس و مسکن در سال ۱۳۹۵، جمعیت دهستان قلعه چنعان برابر با ۱۱٬۴۶۱ نفر بوده است.